# Matthew Williams Stirling

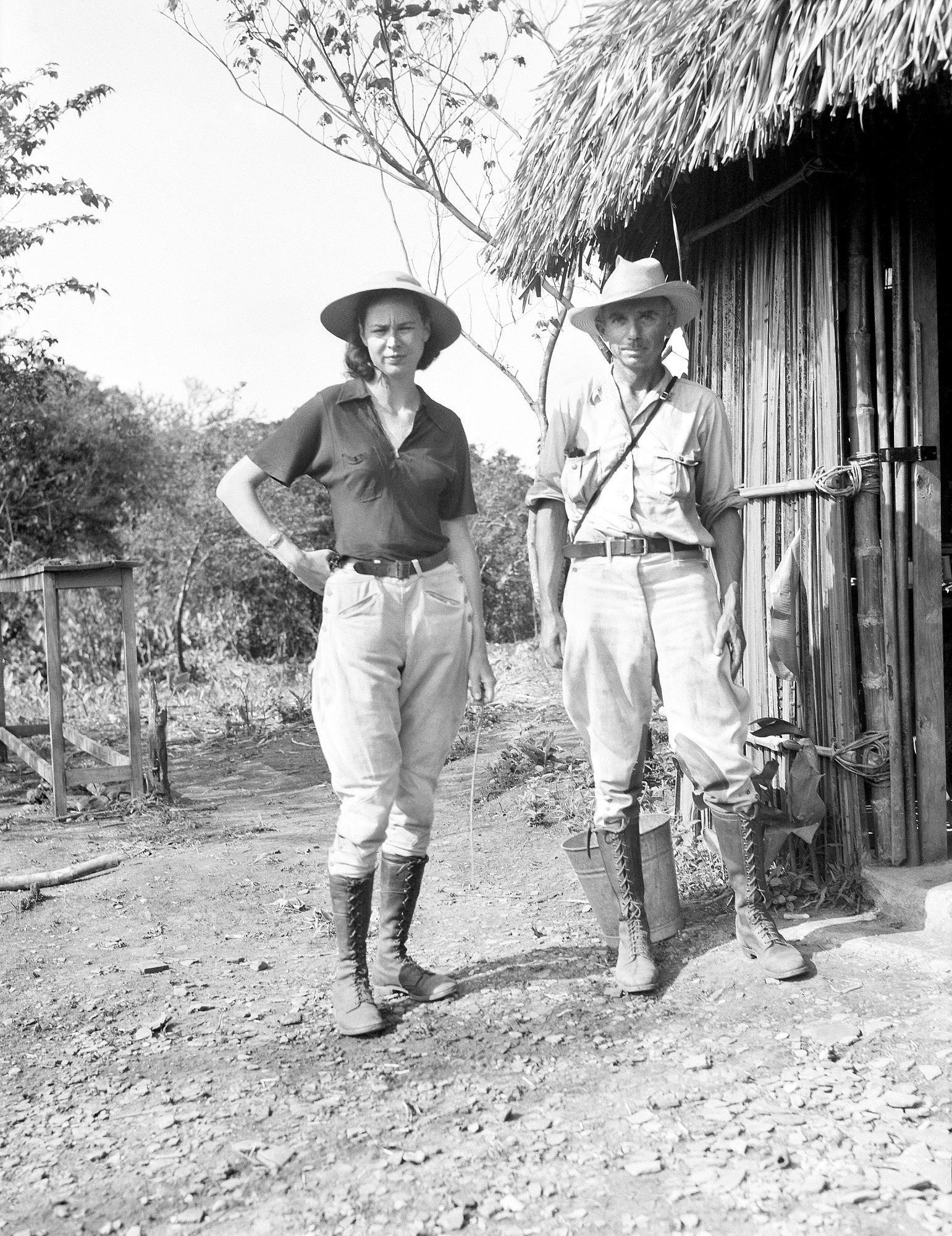
Marion und Matthew Stirling, Vera Cruz 1939

Matthew Williams Stirling (* 28. August 1896 in Salinas; † 23. Januar 1975) war ein US-amerikanischer Ethnologe und Archäologe. Er leistete wichtige Beiträge zur Erforschung der Jivaro-Indianer in Südamerika und ist besonders für Ausgrabungen der Relikte der Olmeken in Mesoamerika bekannt.

## Leben
Stirlings Vater war Manager der Southern Pacific Milling Company in San Salinas. Matthew verbrachte einen Großteil seiner Kindheit auf der Farm seines Großvaters, wo er sich für antike Pfeilspitzen und ähnliche Artefakte zu interessieren begann. Er studierte Anthropologie an der University of California bei Alfred L. Kroeber. Im Jahr 1920 schloss er das Studium ab und arbeitete danach an der Universität als Teaching Fellow. Von 1921 bis 1925 war Stirling an der Smithsonian Institution tätig. Parallel dazu erlangte er den Masters Degree in Anthropologie an der George Washington University. Im Jahr 1943 promovierte er an der Tampa University.
In den Jahren 1923/24 unternahm er eine Ausgrabung auf Weedon Island für das Bureau of American Ethnology, im Sommer 1924 folgten Ausgrabungen in verschiedenen Dörfern der Arikaree in South Dakota. 1925 leitete er eine 400 Personen starke Expedition nach Neuguinea im Auftrag der Smithsonian Institution und der niederländischen Kolonialregierung. Im Jahr 1928 wurde er Leiter des Bureau of American Ethnology der Smithsonian Institution (ab 1947 mit dem Titel „Direktor“), der er bis 1957 blieb. 1931/32 nahm er an der Expedition von Donald C. Beatty nach Ecuador teil und forschte dort über die Jivaro. Außerdem grub er an der Golfküste in Florida und Georgia aus.
Im Jahr 1929 begann er seine Ausgrabungen zu den Olmeken im südlichen Mexiko; vor allem diese machten ihn bekannt. Ihm gelangen bedeutende Funde, und er half, sie früher zu datieren als bis dahin für möglich gehalten. So wurde die Kultur der Olmeken als Ursprung der anderen mesoamerikanischen Kulturen etabliert. 1938 besuchte er Tres Zapotes und erhielt Fördergelder der National Geographic Society für eine Ausgrabung. Im Folgejahr fand er die Stele C mit einem Kalendereintrag, den er auf die Zeit von 32 v. Chr. datierte. Damals war dies unter den Forschern umstritten und das Datum zweideutig; die frühe Datierung wurde aber 1970 bestätigt, als der Rest der Stele gefunden wurde. Im Jahr 1938 folgten Expeditionen und Ausgrabungen in San Lorenzo Tenochtitlán, 1939/40 in La Venta und 1940/41 in Cerro de las Mesas. Die Arbeiten wurden vom Zweiten Weltkrieg unterbrochen, aber 1942 konnte er nach La Venta zu weiteren Ausgrabungen zurückkehren.
In den Jahren 1934/35 war Stirling Präsident der Anthropological Society of Washington und 1935/36 Vizepräsident der American Anthropological Association. Dreimal erhielt er den Franklyn L. Burr Award der National Geographic Society (1939, 1941 zusammen mit seiner Frau Marion, 1958).
In den Jahren von 1948 bis 1952 untersuchte er Verbindungen von mittel- zu südamerikanischen Kulturen in Panama, Ecuador und Costa Rica. Er war Herausgeber des siebenbändigen Handbook of South American Indians. In den 1960er Jahren grub er im Linea-Vieja-Tiefland von Costa Rica aus. Er untersuchte auch die im Bundesstaat Jalisco in der Sierra de Ameca zwischen Ahualulco de Mercado und Ameca gefundenen Steinkugeln und sprach sich für einen geologischen Ursprung aus, was später bestätigt wurde.

## Familie
Bei seinen Ausgrabungen in Mittelamerika in den 1940er Jahren arbeitete er eng mit seiner Ehefrau, der Archäologin Marion Stirling Pugh, geborene Illig (1911–2001), zusammen. Sie war zwei Jahre seine Sekretärin, bevor sie im Jahr 1933 heirateten. Das Paar hatte einen Sohn und eine Tochter.

## Filme von Stirling
Aufbewahrt im Human Studies Film Archive, Suitland, Maryland
- Exploring Hidden Mexico – Dokumentiert Ausgrabungen in La Venta und Cerro de las Mesas.
- Hunting Prehistory on Panama’s Unknown North Coast – Dokumentiert die Ausgrabungen von 1952 der Stätten im Nördlichen Panama.
- Aboriginal Darien : Past and Present – Dokumentiert Flora, Fauna und Ethnographie von Teilen Panamas auf einer Reise im Jahr 1954.
- On the Trail of Prehistoric America – Dokumentiert eine Forschungsexpedition nach Ecuador im Jahr 1957, zusammen mit kurzen ethnographischen Filmaufnahmen der Colorado-Indianer.
- Mexico in Fiesta Masks
- Uncovering an Ancient Mexican Temple
- Exploring Panama’s Prehistoric Past
- Uncovering Mexico’s Forgotten Treasures

## Bibliographie
- America's First Settlers, the Indians National Geographic, 1937
- Great Stone Faces of the Mexican Jungle National Geographic, 1940
- An Initial Series from Tres Zapotes Mexican Archaeology Series, National Geographic, 1942
- Origin myth of Acoma and other records BAE Bulletin 135, 1942
- Finding Jewels of Jade in a Mexican Swamp (with Marion Stirling) National Geographic, 1942
- La Venta’s Green Stone Tigers National Geographic, 1943
- Stone Monuments of Southern Mexico BAE Bulletin 138, 1943
- The native peoples of New Guinea. Washington, D.C. The Smithsonian Institution 1943 Digitalisat
- Indians of the Southeastern United States National Geographic, 1946
- On the Trail of La Venta Man National Geographic, 1947
- Haunting Heart of the Everglades/Indians of the Far West (with A. H. Brown) National Geographic, 1948
- Stone Monuments of the Río Chiquito BAE Bulletin 157, 1955
- Indians of the Americas National Geographic Society, 1955
- The use of the atlatl on Lake Patzcuaro, Michoacan BAE Bulletin 173, 1960
- Electronics and Archaeology (with F. Rainey and M. W. Stirling Jr) Expedition Magazine, 1960
- Monumental Sculpture of Southern Veracruz and Tabasco Handbook of Middle American Indians, 1965
- Early History of the Olmec Problem Dumbarton Oaks Conference on the Olmec, 1967
- Solving the mystery of Mexico's Great Stone Spheres National Geographic, 1969
- Historical and ethnographical Material on the Jivaro Indians. Washington : Gov. Print. Off., 1938 (Smithsonian Institution, Bureau of American Ethnology ; 117)
- An archeological reconnaissance in Southeastern Mexico BAE Bulletin 164
- Tarquí, an early site in Manabí Province, Ecuador (with Marion Stirling) BAE Bulletin 186
- Archaeological notes on Almirante Bay, Panama (with Marion Stirling) BAE Bulletin 191
- Archaeology of Taboga, Urabá, and Taboguilla Islands, Panama (with Marion Stirling) BAE Bulletin 191
- El Limón, an early tomb site in Coclé Province Panama (with Marion Stirling) BAE Bulletin 191
- mit Marion Stirling: The archeology of Taboga, Urabá, and Taboguilla Islands, Panama. In: Bulletin BAE 1964